# البطولات الفرنسية 1949 (كرة مضرب)
قائمة بالبطولات الفرنسية لعام 1949 (المعروفة الآن باسم دورة رولان غاروس) :

## الكبار

### فردي رجال
فرانك باركر هزم  بدج باتي, النتيجة:6-3 1-6 6-1 6-4

### فردي سيدات
مارغريت دو بونت هزمت  نيلي أدامسون, النتيجة:7-5 6-2